# 3233 Krišbarons
3233 Krišbarons este un asteroid din centura principală, descoperit pe 9 septembrie 1977, de Nikolai Cernîh.